# Elzenwalle Brasserie Cemetery
Elzenwalle Brasserie Cemetery is een Britse militaire begraafplaats met gesneuvelden uit de Eerste Wereldoorlog, gelegen in het Belgische dorp Voormezele (Ieper). De begraafplaats werd ontworpen door George Hartley Goldsmith en ligt langs de weg van Kemmel naar Ieper, op 1,3 km ten zuidoosten van de kerk van Voormezele. Het terrein is 1.820 m² groot en wordt omsloten door een bakstenen muur. Centraal langs de straatzijde staat het Cross of Sacrifice met links en rechts enkele treden als toegang. De begraafplaats wordt onderhouden door de Commonwealth War Graves Commission.  
Er worden 147 gesneuvelden herdacht.

## Geschiedenis
De naam van deze begraafplaats verwijst naar een brouwerij die tegenover deze plek gelegen was. Tussen februari 1915 en juni 1917 begroef men hier gesneuvelden die gevallen waren bij het verdedigen van stellingen in de omgeving. Tot november werden nog 13 doden bijgezet die omkwamen bij het verdedigen van het tijdens de Mijnenslag veroverde terrein.
De graven zijn eigenlijk een verzameling van kleine regimentsbegraafplaatsen die willekeurig of zonder duidelijke positie aangelegd waren. De 8 perken bestaan uit rijen met slechts één tot veertien graven. Enkel perk III werd aangelegd met slachtoffers van het 22nd Canadian Battalion (Quebec Regt).
Er liggen 40 Canadezen en 107 Britten waaronder 5 niet geïdentificeerde.
In 2009 werd de begraafplaats beschermd als monument.

## Graven

### Onderscheiden militairen
- C. Lawrence, korporaal bij de Royal Irish Fusiliers ontving de Distinguished Conduct Medal (DCM).
- G. Fitzharris, soldaat bij het Royal Army Medical Corps, ontving de Military Medal (MM).

### Minderjarige militairen
- de schutters R. Andrews (Royal Irish Rifles) en T. Davis (Rifle Brigade) en de soldaten Joseph Giroux en Frank Edwin Hinton (beide Canadian Infantry) waren 17 jaar toen ze sneuvelden.

### Aliassen
- compagnie sergeant-majoor Roman Peter Obminski diende onder het alias R.P. Devries bij de Canadian Infantry.
- soldaat Stephen Dyer diende onder het alias E. Davis bij het Worcestershire Regiment.